# IC 2597
IC 2597 ist eine elliptische Galaxie vom Hubble-Typ E im Sternbild Wasserschlange. Sie ist schätzungsweise 92 Millionen Lichtjahre von der Milchstraße entfernt.
Das Objekt wurde am 14. Februar 1898 von Lewis Swift entdeckt.